# 乌斯季库特
乌斯季库特（俄语：Усть-Кут）是俄罗斯伊尔库茨克州的一座城市。位于勒拿河畔。人口54,600人（2003年估计）；49,951人（2002年人口普查）。市内有机场，貝阿鐵路經過。托洛茨基曾被流放至此。 